# جورج ديتز
جورج ديتز (بالإنجليزية: George Dietz)‏ هو مجدف أمريكي، ولد في 9 يناير 1880 في سانت لويس في الولايات المتحدة، وتوفي في 19 أبريل 1965 في نيويورك في الولايات المتحدة.

## وصلات خارجية
- جورج ديتز على موقع الاتحاد الدولي للتجديف (الإنجليزية)
- جورج ديتز على موقع أوليمبيديا (الإنجليزية)